# Palacio Municipal de Morales, Izabal
El Palacio Municipal de Morales es un edificio público que sirve de sede principal de la Municipalidad de Morales, Izabal, Guatemala. Se encuentra ubicado en Barrio Los Castro, frente al Parque Municipal de Morales (Municipio de Morales, Departamento de Izabal, Guatemala). Esta construcción está a pocos metros del Coliseo y del Polideportivo De Morales Izabal.
El edificio público consta con las siguientes oficinas municipales:
- Recursos Humanos
- Dirección Financiera Municipal
- Oficina Municipal de la Niñez y Adolescencia
- Oficina Municipal de Informática
- Unidad de Información Pública
- Encargado de Compras
- Secretaría Municipal
- Oficina de Personería Jurídica
- Oficina de Ordenamiento Territorial
- Oficina Municipal de Fomento de Principios y Valores
- Oficina Municipal de Desarrollo
- Oficina Municipal del Adulto Mayor
- Oficina Municipal de Gestión de Proyectos
- Oficina Municipal de Discapacidad
- Oficina Municipal del Empleo
- Oficina Municipal de Deportes

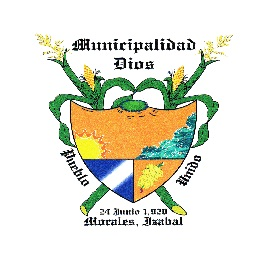
Escudo de Morales Izabal

El inicio de su construcción se dio en agosto de 2018. Autoridades municipales inauguraron el edificio municipal el 1 de febrero del 2021. La obra inicialmente tenía un costo de Q27.5 millones, sin embargo, tiempo después ascendió a Q32.6 millones. 

## Historia
El Palacio Municipal inicialmente era una construcción simple y de un solo nivel, pero más tarde el Gobierno Municipal de Morales, Izabal lo reconstruyó y modernizó.